# Rivaldo Leacock
Rivaldo Lindsay Dilon Leacock (* 1. September 1998 in Saint George) ist ein barbadischer Hürdenläufer, der sich auf die 400-Meter-Distanz spezialisiert hat und aktuell Inhaber des Landesrekordes über diese Distanz ist.

## Sportliche Laufbahn
Erste internationale Erfahrungen sammelte Rivaldo Leacock bei den CARIFTA Games 2013 in Nassau, bei denen er mit 49,40 s in der Vorrunde im 400-Meter-Lauf in der U17-Altersklasse ausschied und in 53,11 s die Goldmedaille über 400 m Hürden gewann. Im Jahr darauf gewann er bei den CARIFTA Games in Fort-de-France in 51,37 s die Silbermedaille über 400 m Hürden in der U18-Altersklasse und anschließend siegte er in 51,81 s bei den Jugendzentralamerika- und Karibikmeisterschaften in Morelia. Daraufhin schied er bei den Juniorenweltmeisterschaften in Eugene mit 52,16 s im Halbfinale über 400 Meter aus und verpasste mit der 4-mal-100-Meter-Staffel mit 41,39 s den Finaleinzug. Zudem startete er bei den Olympischen Jugendspielen in Nanjing und kam dort im Vorlauf über 400 m Hürden nicht ins Ziel. 2015 gewann er bei den CARIFTA Games in Basseterre in 13,3 s die Bronzemedaille im 110-Meter-Hürdenlauf in der U18-Altersklasse und siegte über 400 m Hürden in 51,34 s. Zudem belegte er mit der 4-mal-400-Meter-Staffel in 3:26,59 min den sechsten Platz. Anschließend belegte er bei den Jugendweltmeisterschaften in Cali in 51,13 s den vierten Platz über 400 m Hürden, ehe er bei den Panamerikanischen Juniorenmeisterschaften in Edmonton mit 52,25 s auf Rang sechs gelangte. Zudem siegte er im September in 51,12 s bei den Commonwealth Youth Games in Apia. Im Jahr darauf gewann er bei den CARIFTA Games in St. George’s in 52,07 s die Silbermedaille in der U20-Altersklasse und anschließend schied er bei den U20-Weltmeisterschaften in Bydgoszcz mit 52,22 s im Semifinale aus. 2017 gewann er bei seinen letzten CARIFTA Games in Willemstad in 52,44 s die Bronzemedaille und im selben Jahr begann er ein Studium an der University of New Mexico in den Vereinigten Staaten.
2019 belegte er bei den U23-NACAC-Meisterschaften in Santiago de Querétaro in 51,18 s den vierten Platz über 400 m Hürden und 2023 schied er bei den Zentralamerika- und Karibikspielen in San Salvador mit 51,31 s im Vorlauf aus und gewann mit der 4-mal-400-Meter-Staffel in 3:02,12 min die Silbermedaille hinter dem Team aus Trinidad und Tobago. Anschließend schied er bei den World University Games in Chengdu mit 51,66 s im Halbfinale über 400 m Hürden aus.

## Persönliche Bestleistungen
- 400 Meter: 46,97 s, 21. April 2022 in Albuquerque
  - 400 Meter (Halle): 47,21 s, 11. Februar 2023 in Albuquerque
- 400 m Hürden: 49,63 s, 27. Mai 2022 in Fayetteville